# Голденвілл (Оклахома)
Голденвілл (англ. Holdenville) — місто (англ. city) в США, в окрузі Г'юз штату Оклахома. Населення — 5934 особи (2020).

## Географія
Голденвілл розташований за координатами 35°5′3″ пн. ш. 96°24′1″ зх. д. / 35.08417° пн. ш. 96.40028° зх. д. (35.084125, -96.400325).  За даними Бюро перепису населення США в 2010 році місто мало площу 12,56 км², з яких 12,51 км² — суходіл та 0,06 км² — водойми.

### Клімат
| Клімат : Голденвілл     | Клімат : Голденвілл | Клімат : Голденвілл | Клімат : Голденвілл | Клімат : Голденвілл | Клімат : Голденвілл | Клімат : Голденвілл | Клімат : Голденвілл | Клімат : Голденвілл | Клімат : Голденвілл | Клімат : Голденвілл | Клімат : Голденвілл | Клімат : Голденвілл | Клімат : Голденвілл |
| Показник                | Січ.                | Лют.                | Бер.                | Квіт.               | Трав.               | Черв.               | Лип.                | Серп.               | Вер.                | Жовт.               | Лист.               | Груд.               | Рік                 |
| Абсолютний максимум, °C | 27,2                | 32,2                | 35,6                | 36,7                | 36,7                | 42,2                | 44,4                | 47,8                | 45,0                | 37,8                | 31,1                | 28,9                | 47,8                |
| Середній максимум, °C   | 10,0                | 12,8                | 17,8                | 22,8                | 26,1                | 31,1                | 34,4                | 35,0                | 31,1                | 24,4                | 17,2                | 11,7                | 22,9                |
| Середній мінімум, °C    | −1,1                | 0,6                 | 5,0                 | 10,0                | 15,0                | 19,4                | 21,7                | 21,1                | 17,2                | 11,1                | 4,4                 | 0,0                 | 10,4                |
| Абсолютний мінімум, °C  | −24,4               | −22,8               | −18,3               | −6,1                | 0,6                 | 7,8                 | 10,0                | 8,3                 | 0,0                 | −10                 | −11,7               | −17,8               | −24,4               |
| Норма опадів, мм        | 53                  | 51                  | 71                  | 107                 | 152                 | 117                 | 84                  | 81                  | 99                  | 84                  | 61                  | 56                  | 1013                |
| Днів з дощем            | 4,8                 | 4,7                 | 5,9                 | 6,9                 | 7,5                 | 7,4                 | 6                   | 5,8                 | 6,1                 | 5,4                 | 4,1                 | 5                   | 69,6                |
| Вологість повітря, %    | 69                  | 67                  | 61                  | 58                  | 66                  | 64                  | 63                  | 59                  | 56                  | 58                  | 60                  | 66                  | 62                  |
| ----------------------- | ------------------- | ------------------- | ------------------- | ------------------- | ------------------- | ------------------- | ------------------- | ------------------- | ------------------- | ------------------- | ------------------- | ------------------- | ------------------- |
| Джерело: weather.com    |                     |                     |                     |                     |                     |                     |                     |                     |                     |                     |                     |                     |                     |

## Демографія
Згідно з переписом 2010 року, у місті мешкала 5771 особа в 1796 домогосподарствах у складі 1158 родин. Густота населення становила 459 осіб/км².  Було 2229 помешкань (177/км²).
Расовий склад населення:
| - 63,2 % — білих - 17,6 % — корінних американців - 11,1 % — чорних або афроамериканців - 0,3 % — азіатів - 0,1 % — вихідців з тихоокеанських островів - 2,3 % — осіб інших рас |

До двох чи більше рас належало 5,4 %. Частка іспаномовних становила 4,7 % від усіх жителів.
За віковим діапазоном населення розподілялося таким чином: 20,8 % — особи молодші 18 років, 65,9 % — особи у віці 18—64 років, 13,3 % — особи у віці 65 років та старші. Медіана віку мешканця становила 36,0 року. На 100 осіб жіночої статі у місті припадало 146,8 чоловіків;  на 100 жінок у віці від 18 років та старших — 158,9 чоловіків також старших 18 років.
Середній дохід на одне домашнє господарство  становив 39 671 долар США (медіана — 29 719), а середній дохід на одну сім'ю — 50 024 долари (медіана — 39 688). Медіана доходів становила 32 292 долари для чоловіків та 22 218 доларів для жінок. За межею бідності перебувало 22,7 % осіб, у тому числі 32,9 % дітей у віці до 18 років та 13,4 % осіб у віці 65 років та старших.
Цивільне працевлаштоване населення становило 1559 осіб. Основні галузі зайнятості: освіта, охорона здоров'я та соціальна допомога — 26,0 %, публічна адміністрація — 12,5 %, сільське господарство, лісництво, риболовля — 12,1 %.